# Sites des Jeux olympiques et paralympiques d'hiver de 2010

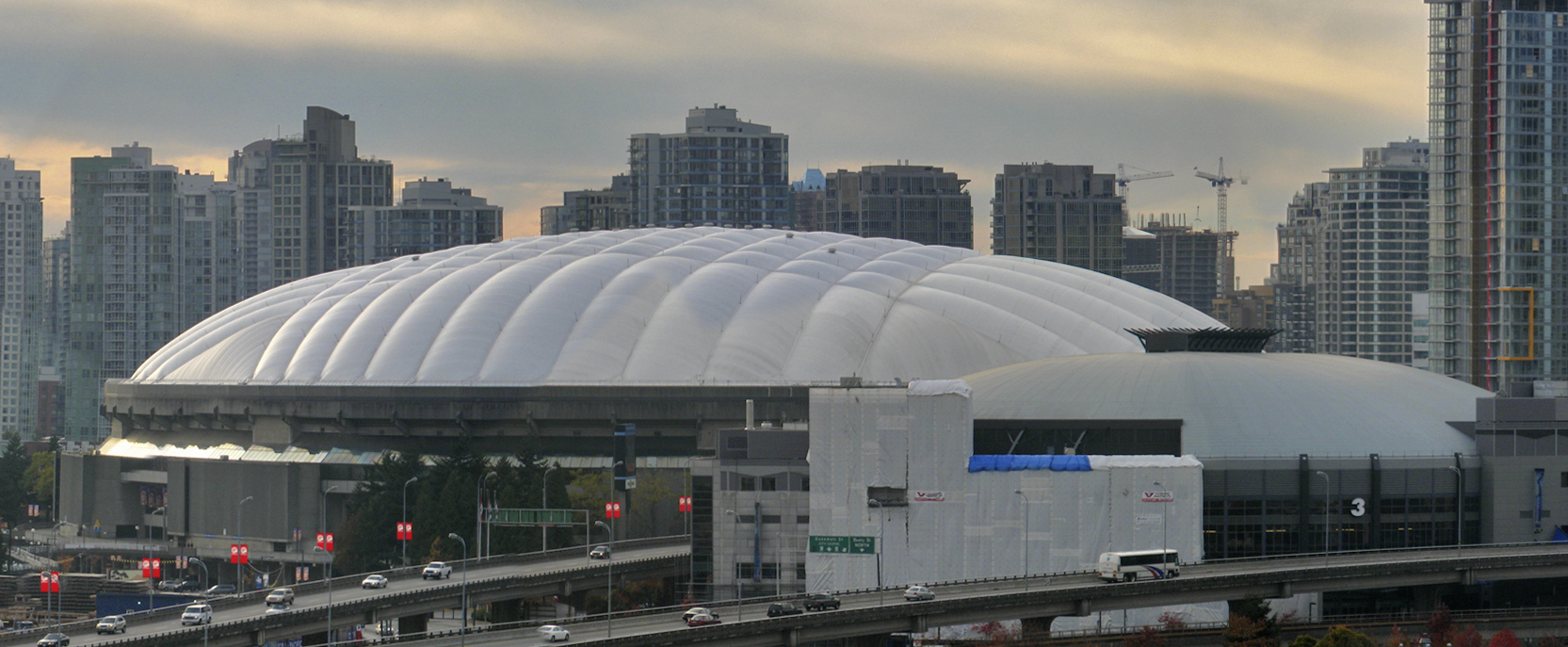
Le BC Place Stadium accueille les cérémonies d'ouverture et de clôture des Jeux olympiques d'hiver de 2010.

Les Jeux olympiques et paralympiques d'hiver de 2010 se déroulent dans le Grand Vancouver et à Whistler, dans la province de la Colombie-Britannique au Canada. Les Jeux olympiques ont lieu du 12 au 28 février et les Jeux paralympiques du 12 au 21 mars. Neuf sites répartis entre Vancouver, West Vancouver, Richmond et Whistler sont utilisés pour les épreuves olympiques. La plupart des sports de glace sont disputés à Vancouver alors que Whistler, qui est une station de ski, accueille les sports de neige. Six sites non sportifs, trois à Vancouver et trois à Whistler, permettent d'héberger les athlètes, de fournir de l'espace pour les médias et d'organiser les cérémonies associées aux Jeux.

## Historique
Dans son évaluation de la candidature de Vancouver pendant la phase de sélection de la ville hôte, la commission d'évaluation du Comité international olympique (CIO) soulignent que le nombre et la qualité des sites de compétition et d'entraînement existants constituent un de ses points forts. Six des sites proposés dans la candidature requièrent des nouvelles constructions et les autres existent déjà à Vancouver et Whistler. Le Comité d'organisation des Jeux olympiques et paralympiques d'hiver de 2010 à Vancouver (VANOC), qui est responsable de la construction et de l'entretien des sites des Jeux, déclare que tous les sites permanents à construire, qu'ils soient sur un terrain public ou privé, seront financés par le gouvernement.
D'après son directeur John Furlong (en), le VANOC « a commencé la construction [des] sites aussi tôt que possible. » La construction de Cypress Mountain, le premier site de compétition à être terminé, commence en mars 2006 et est terminée huit mois plus tard, trois ans avant le début des Jeux. En décembre 2007, les trois sites sportifs de Whistler sont terminés et disponibles pour l'entraînement et les tests. Les derniers sites sont terminés en février 2009 et des compétitions sont prévues pour que tous les sites puissent être correctement testés avant les Jeux. Au total, six nouveaux sites sportifs sont construits : Cypress Mountain, l'anneau olympique de Richmond, l'UBC Winter Sports Centre, le centre olympique/paralympique de Vancouver, le Parc olympique de Whistler et le centre des sports de glisse de Whistler.
Les organisateurs affirment que centre de sports de glisse de Whistler est une des pistes les plus rapides du monde, ce qui provoque des inquiétudes au niveau de la sécurité. Le 12 février 2010, quelques heures avant la cérémonie d'ouverture, le lugeur géorgien Nodar Kumaritashvili subit un choc fatal pendant un entraînement quand il est projeté contre un poteau en métal. Il descendait la piste à une vitesse de 143,3 km/h. Une enquête effectuée le jour même conclut que l'accident n'a pas été causé par des défauts de la piste. En tant que mesure préventive, 30 mètres de mur sont ajoutés après le virage 16 et le profil de la glace est modifié.

## Sites sportifs

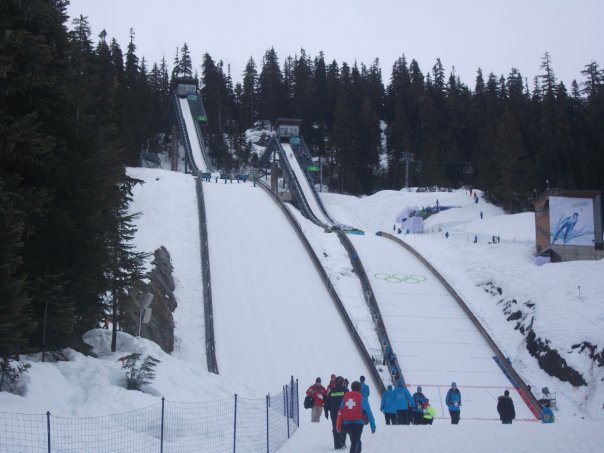
Les tremplins du parc olympique de Whistler.

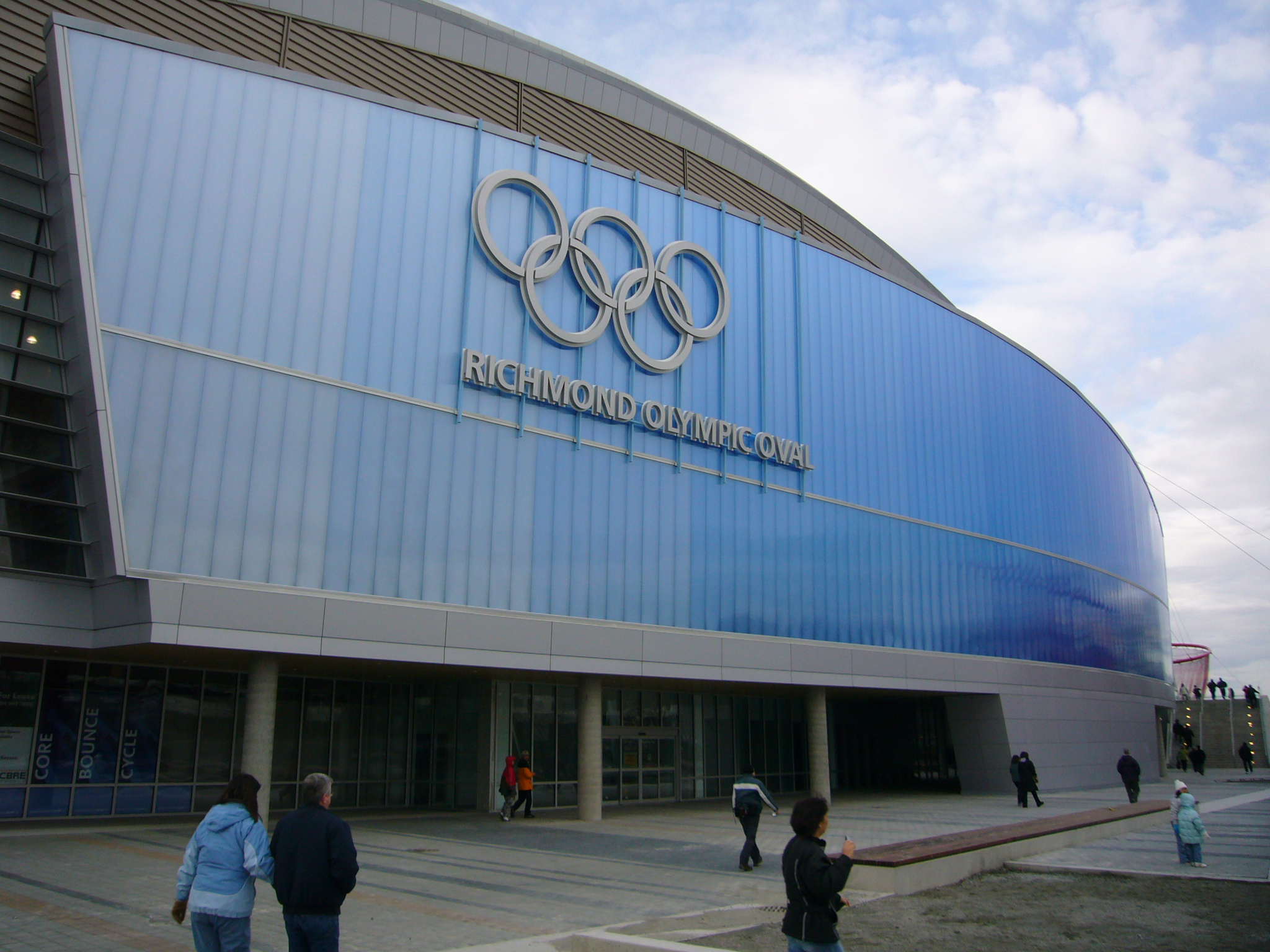
L'anneau olympique de Richmond.

La place de hockey du Canada et le plus grand site sportif, avec une capacité de 18 630 spectateurs. Pour la première fois, les épreuves olympiques de hockey sur glace sont disputées sur une surface de glace de 60 m × 26 m, comme en Ligue nationale de hockey, au lieu de la taille internationale de 60 m × 30 m. Ce changement permet d'économiser un surcoût estimé à 10 millions de dollars canadiens et d'augmenter le nombre de spectateurs. Cette salle, tout comme le Pacific Coliseum qui est le deuxième site en nombre de spectateurs, existe déjà avant les Jeux et demande des rénovations minimes. Le centre des sports de glisse de Whistler est le plus grand des sites construits pour les Jeux avec, une capacité de 12 000 spectateurs. Trois sites utilisés pendant les Jeux ne se situent ni à Vancouver ni à Whistler : Cypress Mountain à West Vancouver ainsi que l'anneau olympique de Richmond et l'UBC Winter Sports Centre sur le campus de l'Université de la Colombie-Britannique.
| Site                                       | Situation                             | Disciplines                                               | Capacité | Ref.   |
| ------------------------------------------ | ------------------------------------- | --------------------------------------------------------- | -------- | ------ |
| Anneau olympique de Richmond               | Richmond                              | Patinage de vitesse                                       | 8 000    | [ 12 ] |
| Centre des sports de glisse de Whistler    | Whistler                              | Bobsleigh, luge, skeleton                                 | 12 000   | [ 13 ] |
| Centre olympique/paralympique de Vancouver | Vancouver                             | Curling                                                   | 6 000    | [ 14 ] |
| Cypress Mountain                           | West Vancouver                        | Ski acrobatique, snowboard                                | 8 000    | [ 15 ] |
| Pacific Coliseum                           | Vancouver                             | Patinage artistique, Patinage de vitesse sur piste courte | 14 239   | [ 16 ] |
| Parc olympique de Whistler                 | Whistler                              | Biathlon, combiné nordique, saut à ski, ski de fond       | 6 000    | [ 17 ] |
| Place de hockey du Canada                  | Vancouver                             | Hockey sur glace                                          | 18 630   | [ 18 ] |
| UBC Winter Sports Centre                   | Université de la Colombie-Britannique | Hockey sur glace                                          | 7 200    | [ 19 ] |
| Whistler Creekside                         | Whistler                              | Ski alpin                                                 | 7 600    | [ 20 ] |

## Sites non sportifs

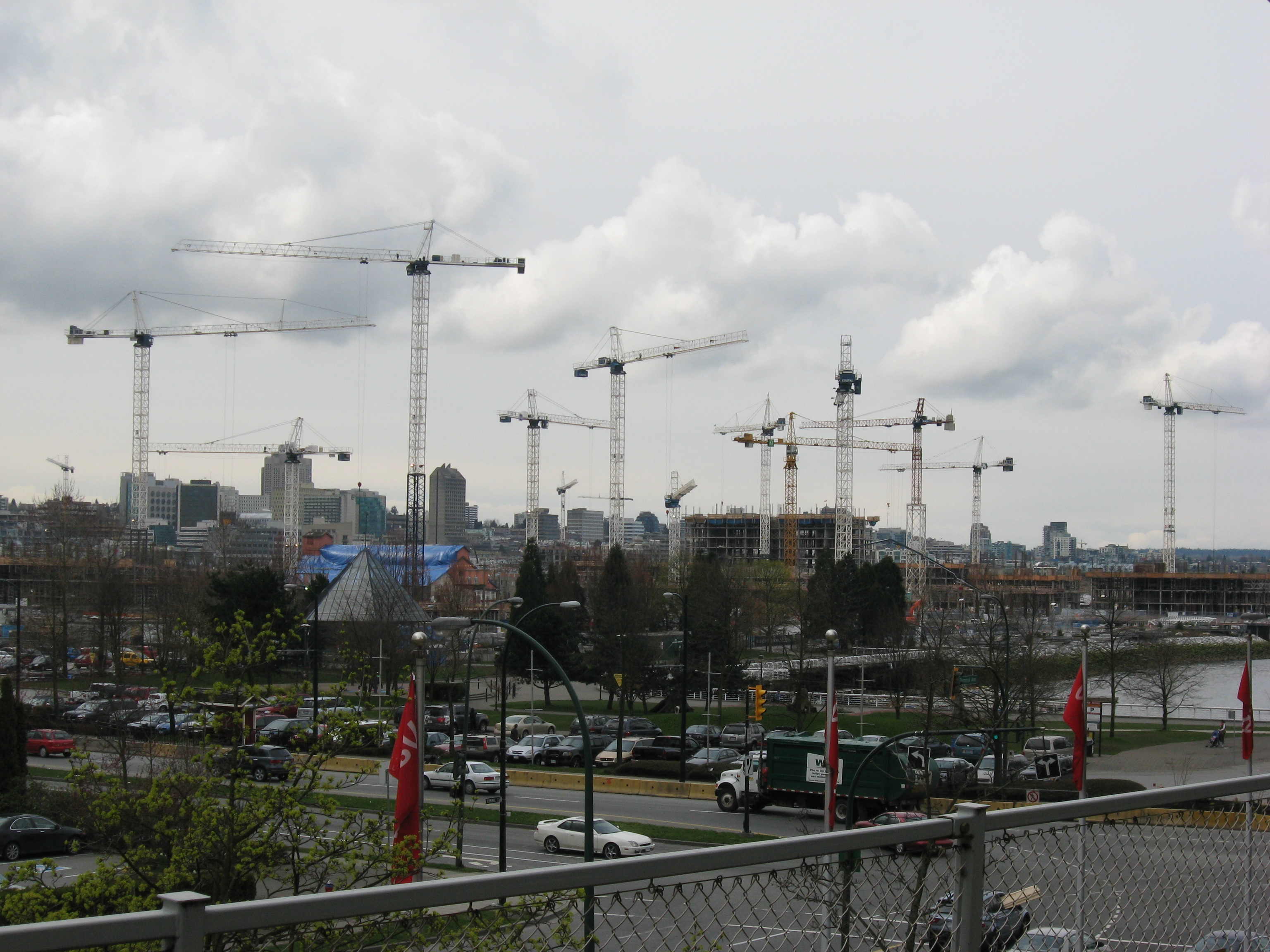
Le village olympique est construit à False Creek, près du centre-ville de Vancouver.

À cause de la distance conséquente séparant Whistler de Vancouver (environ 125 kilomètres), des villages olympiques et des installations destinées aux médias sont construits aux deux endroits. De plus, alors que les cérémonies des médailles des épreuves disputées à Vancouver ont lieu dans BC Place Stadium qui existait déjà, un nouveau site est construit à Whistler pour attribuer les médailles. BC Place est un stade intérieur et la vasque olympique, allumée au centre du stade pendant la cérémonie d'ouverture, ne peut pas y rester pour des raisons de sécurité. Une « vasque externe » est installée au bord de la mer à Coal Harbour, près du centre principal des médias.
| Site                                          | Situation | Utilisation                          | Ref.   |
| --------------------------------------------- | --------- | ------------------------------------ | ------ |
| BC Place Stadium                              | Vancouver | Cérémonies d'ouverture et de clôture | [ 23 ] |
| Centre des médias de Whistler                 | Whistler  | Centre des médias                    | [ 24 ] |
| Place Olympique de Whistler                   | Whistler  | Cérémonies etprésentations           | [ 25 ] |
| Centre principal des médias                   | Vancouver | Centre des médias                    | [ 26 ] |
| Village olympique de Vancouver                | Vancouver | Village olympique                    | [ 27 ] |
| Village olympique et paralympique de Whistler | Whistler  | Village olympique                    | [ 28 ] |

### Note
1. ↑  La place de hockey du Canada est connue en tant que General Motors Place à l'époque des Jeux olympiques, mais la publicité n'est pas permise pour le nom d'un site olympique et la patinoire est renommée pour la durée des Jeux.